# セントラル・ベースボール・リーグ
セントラル・ベースボール・リーグ（Central Baseball League）は、アメリカ合衆国に存在したプロ野球の独立リーグ。

## 概要
1991年に実業家らによって構想され、1994年よりテキサス・ルイジアナ・リーグ（Texas-Louisiana League）として正式にリーグ戦を開始。
2002年、セントラル・ベースボール・リーグと改称。
2005年で解散し、当時加盟していた8チームのうち5チームがアメリカン・アソシエーションに、2チームがユナイテッドリーグ・ベースボールに移籍した。

## 加盟球団

### リーグ解散時（2005年）
| チーム                             | 英名                  | 参加年 | 本拠地                       | 備考                                                                            |
| ---------------------------------- | --------------------- | ------ | ---------------------------- | ------------------------------------------------------------------------------- |
| サンアンジェロ・コルツ             | San Angelo Colts      | 2000   | テキサス州サンアンジェロ     | →ユナイテッドリーグ・ベースボールに移籍                                         |
| エディンバーグ・ロードランナーズ   | Edinburg Roadrunners  | 2001   | テキサス州エディンバーグ     | →ユナイテッドリーグ・ベースボールに移籍                                         |
| ジャクソン・セネターズ             | Jackson Senators      | 2002   | ミシシッピ州ジャクソン       |                                                                                 |
| フォートワース・キャッツ           | Fort Worth Cats       | 2002   | テキサス州フォートワース     | →アメリカン・アソシエーションへ移籍                                             |
| コースタルベンド・エイビエーターズ | Coastal Bend Aviators | 2003   | テキサス州ロブズタウン       | →アメリカン・アソシエーションへ移籍                                             |
| シュリーブポート・スポーツ         | Shreveport Sports     | 2003   | ルイジアナ州シュリーブポート | →アメリカン・アソシエーションへ移籍                                             |
| ペンサコーラ・ペリカンズ           | Pensacola Pelicans    | 2004   | フロリダ州ペンサコーラ       | →アメリカン・アソシエーションへ移籍 2002 - 2003はサウスイースタン・リーグに所属 |
| エルパソ・ディアブロス             | El Paso Diablos       | 2005   | テキサス州エルパソ           | →アメリカン・アソシエーションへ移籍                                             |

### 過去に存在した球団
| チーム                                             | 英名                             | 参加年 | 脱退年 | 本拠地                       | 備考                                            |
| -------------------------------------------------- | -------------------------------- | ------ | ------ | ---------------------------- | ----------------------------------------------- |
| サンアントニオ・テジャノス                         | San Antonio Tejanos              | 1994   | 1994   | テキサス州サンアントニオ     | →ラレド・アパッチズに名称変更                   |
| コーパスクリスティ・バラクーダス                   | Corpus Christi Barracudas        | 1994   | 1995   | テキサス州コーパスクリスティ |                                                 |
| モービル・ベイシャークス                           | Mobile BaySharks                 | 1994   | 1995   | アラバマ州モービル           |                                                 |
| タイラー・ワイルドキャッターズ                     | Tylor Wildcatters                | 1994   | 1997   | テキサス州タイラー           |                                                 |
| アレクサンドリア・エイセス                         | Alexandria Aces                  | 1994   | 2003   | ルイジアナ州アレクサンドリア | →2006年にユナイテッドリーグ・ベースボールに加盟 |
| リオグランデバレー・ホワイトウィングス             | Rio Grande Valley WhiteWings     | 1994   | 2003   | テキサス州ハーリンジェン     | →2006年にユナイテッドリーグ・ベースボールに加盟 |
| アマリロ・ディラス                                 | Amarillo Dillas                  | 1994   | 2004   | テキサス州アマリロ           | →2006年にユナイテッドリーグ・ベースボールに加盟 |
| プエブロ・ビッグホーンズ                           | Pueblo Bighorns                  | 1995   | 1995   | コロラド州プエブロ           |                                                 |
| ラレド・アパッチズ                                 | Laredo Apaches                   | 1995   | 1995   | テキサス州ラレド             |                                                 |
| ラボック・クリケッツ                               | Lubbock Crickets                 | 1995   | 1998   | テキサス州ラボック           |                                                 |
| アビリーン・プレーリードッグス                     | Abilene Prairie Dogs             | 1995   | 1999   | テキサス州アビリーン         | →2012年にノース・アメリカン・リーグに加盟       |
| グリーンビル・ブルースメン                         | Greenville Bluesmen              | 1998   | 2001   | ミシシッピ州グリーンビル     | 1996 – 1997はビッグ・サウス・リーグに所属       |
| スプリングフィールド・オザークマウンテン・ダックス | Springfield/Ozark Mountain Ducks | 1998   | 2003   | ミズーリ州オザーク           | →フロンティアリーグへ移籍                       |
| ラファイエット・ブルフロッグス                     | Lafayette Bullfrogs              | 1999   | 2000   | ルイジアナ州ラファイエット   |                                                 |

## 歴代リーグ優勝チーム

### テキサス・ルイジアナ・リーグ
- 1994年 コーパスクリスティ
- 1995年 ラボック
- 1996年 アビリーン
- 1997年 アレクサンドリア
- 1998年 アレクサンドリア
- 1999年 アマリロ
- 2000年 リオ・グランデバレー
- 2001年 エディンバーグ

### セントラル・ベースボール・リーグ
- 2002年 サンアンジェロ
- 2003年 ジャクソン
- 2004年 エディンバーグ
- 2005年 フォートワース

## 日本人選手
投手
- 谷口功一（ジャクソン・セネターズ、2002）
- 藤井了（サンアンジェロ・コルツ、2003）

外野手
- 根鈴雄次（ジャクソン・セネターズ、2002）

内野手
- 柴田恭兵（アレクサンドリア・エイセス、1994）[1]